# 宋氏希蛛
宋氏希蛛（学名：Achaearanea songi）为球蛛科希蛛属的动物。在中国大陆，分布于湖南、湖北等地。该物种的模式产地在湖南张家界、湖北宣恩。